# 杰米·戴蒙
詹姆斯·“杰米”·戴蒙（英語：James "Jamie" Dimon，1956年3月13日—），美国亿万富翁、银行家及商业高管，现任摩根大通董事长兼首席执行官（自2006年起）。截至2024年11月，《福布斯》估计他的净资产为26亿美元。
戴蒙的职业生涯始于波士顿咨询公司担任管理顾问。1982年，他获得哈佛商学院MBA学位后，加入美国运通公司，在桑迪·韦尔（Sandy Weill）的指导下工作。1986年，年仅30岁的戴蒙被任命为商业信贷公司（Primerica）的首席财务官（CFO），后来成为该公司的总裁。1990年至1998年，他担任旅行家保险公司和花旗美邦证券公司（Smith Barney）的首席运营官（COO）。1998年，他成为花旗集团总裁。2000年，戴蒙被任命为芝加哥第一银行（Bank One）首席执行官，负责公司运营直到2004年与摩根大通合并。合并后，戴蒙成为摩根大通的首席运营官，并于2006年成为首席执行官。
戴蒙曾在2010年代末期担任纽约联邦储备银行董事会成员。从那时起，他成为了商业圆桌会议（Business Roundtable）、银行政策研究所（Bank Policy Institute）和哈佛商学院的董事会成员。
戴蒙曾入选《时代》杂志2006年、2008年、2009年和2011年“全球100位最具影响力人物”榜单。

## 早年生活和家庭背景
1956年，戴蒙出生于美国纽约市，成长于皇后区的杰克逊高地社区。他是西奥多·戴蒙（Theodore Dimon）和塞米丝（Themis，娘家姓卡洛斯（Kalos））的三子，家族有希腊血统。戴蒙的祖父是希腊移民，曾在士麦那和雅典担任银行家，1919年移民纽约，并将家族姓氏从帕帕德梅特里欧（Papademetriou）改为戴蒙（Dimon）。戴蒙有一个哥哥，彼得（Peter），和一个异卵双胞胎弟弟，泰德（Ted）。他的父亲和祖父都是谢尔森（Shearson）的股票经纪人。

## 教育背景
戴蒙曾就读于布朗宁学校（Browning School），后进入塔夫茨大学主修心理学和经济学，并以优异的成绩毕业（summa cum laude）。在塔夫茨大学时，他写了一篇关于谢尔森并购的论文，这篇论文由他的母亲送给桑迪·韦尔（Sandy Weill），后者便聘请戴蒙在暑假期间在谢尔森工作，负责预算工作。

## 职业生涯

### 初入职场
1978年毕业后，戴蒙进入波士顿咨询公司（Boston Consulting Group）担任管理顾问，工作了两年。随后，他进入哈佛商学院深造，并在读书期间曾在高盛实习。1982年，戴蒙以贝克奖学金（Baker Scholar）荣誉毕业，获得MBA学位。毕业后，桑迪·韦尔说服他拒绝了高盛、摩根士丹利和雷曼兄弟的工作邀请，加入美国运通，担任韦尔的助手。尽管韦尔无法提供与投资银行相同的薪资，但承诺戴蒙将会“很有趣”。戴蒙的父亲西奥多·戴蒙当时是美国运通的执行副总裁。

### 商业信贷和花旗集团
1985年，桑迪·韦尔离开了美国运通，戴蒙紧随其后。两人接管了商业信贷公司（Commercial Credit），这是一家消费金融公司。30岁时，戴蒙被任命为首席财务官（CFO），帮助公司成功实现了业务转型。1998年，经过一系列的并购，戴蒙和韦尔共同成立了花旗集团（Citigroup）。然而，在1998年11月，戴蒙因韦尔要求他辞职而离开花旗集团。这一事件的原因众说纷纭，部分传闻称戴蒙与韦尔曾因戴蒙未能推动韦尔女儿的晋升而发生争执，另有报道指出，戴蒙要求得到与韦尔平等对待的待遇是导火索。

### 摩根大通
2000年3月，戴蒙出任芝加哥第一银行的首席执行官（CEO）。2004年1月，摩根大通以580亿美元收购芝加哥第一银行，合并后的规模仅次于花旗集团。戴蒙出任合并后摩根大通的总裁兼首席运营官（COO）。
2005年12月31日，他被任命为摩根大通的首席执行官，2006年12月31日，戴蒙又被任命为董事长兼总裁。在他的领导下，摩根大通通过并购等手段迅速崛起，成为美国领先的银行之一，主导着国内资产管理、市场市值和上市股票价值等多个领域。
在2009年，戴蒙被布伦丹·伍德国际咨询公司评为“顶尖CEO”之一。2011年，他因摩根大通在金融危机中的表现相对稳健而受到赞誉。
戴蒙还担任全球CEO组织“商业理事会”（The Business Council）执行委员会成员，并曾在2011年和2012年担任该组织执行委员会主席。截至2024年，戴蒙还担任商业圆桌会议（Business Roundtable）的董事会成员，并曾担任该组织主席。

## 挑战与争议

### 巴塞尔III争议
2011年9月26日，戴蒙与加拿大银行行长马克·卡尼（Mark Carney）发生了激烈的公开争执，戴蒙在争论中表示，巴塞尔III国际金融监管条例中的某些条款歧视美国银行，具有“反美”倾向。

### “伦敦鲸”事件
2012年5月10日，摩根大通启动了紧急电话会议，报告了至少20亿美元的损失，戴蒙称这些交易是“为了对冲银行的整体信用风险”。他表示，这项策略“存在缺陷，复杂，审查不充分，执行不当，监控不力”。此事件受到美联储、美国证券交易委员会（SEC）和联邦调查局（FBI）的调查，事件中的关键人物被称为“伦敦鲸”。

### 沃尔克规则
戴蒙在2012年1月评论了沃尔克规则（Volcker Rule）："沃尔克规则中我同意的一部分是禁止自营交易。但做市是一个必要的功能。公众应该认识到，我们拥有世界上最广泛、最深刻、最透明的资本市场，而这一部分得益于我们巨大的做市活动。如果这些规则按最初的版本写出来，我猜它们会被修改，那将使在美国做市变得非常困难。"

### 杰弗里·爱泼斯坦
2023年5月，戴蒙在与摩根大通相关的两起诉讼中宣誓作证。原告指控该银行曾为已故性犯罪者杰弗里·爱泼斯坦提供服务。这些事件发生在1998至2013年间，即爱泼斯坦的罪行被披露后的五年内；银行方面表示这些指控毫无依据。

### 法律与监管问题
根据《好工作优先》（Good Jobs First）的违规追踪器，在戴蒙担任摩根大通首席执行官期间，该银行因法律和监管违规行为被美国政府罚款总额达到380亿美元。 在戴蒙的领导下，摩根大通与美国政府达成了创纪录的130亿美元和解协议（其中110亿美元可税前扣除），这是当时第二大和解金额（仅次于美国银行的166.5亿美元和解），涉及在2007-2008年金融危机前出售次贷支持证券的问题。摩根大通表示：“在戴蒙先生的领导下，公司强化了其控制基础设施和流程，并加强了每个关键业务，同时继续致力于提升公司各级领导能力。”
戴蒙将这笔和解形容为“不公平”，并表示他“不得不控制自己的愤怒”，因为政府对他公司提出的大部分指控，都是涉及摩根大通收购之前的公司，并且这些问题源于金融危机。预计70-80%的和解交易是由于摩根大通收购的贝尔斯登（Bear Stearns）和华盛顿互惠银行（Washington Mutual）的未解决法律问题，这两家公司是在美国财政部长保尔森（Hank Paulson）、纽约联邦储备银行行长蒂莫西·盖特纳（Timothy Geithner）和其他联邦官员的鼓励下被摩根大通收购的，这些官员在促成收购过程中发挥了重要作用，包括促进各方沟通，并提供财务支持以帮助完成交易。

## 政治活动
从1989年到2009年，戴蒙主要向民主党捐款。2012年5月，他自称“几乎不算是一个民主党人”。在贝拉克·奥巴马赢得2008年总统选举后，曾有人猜测戴蒙会成为财政部长。最终，奥巴马任命了蒂莫西·盖特纳为该职位。摩根大通收购华盛顿互惠银行后，奥巴马评论了戴蒙在房地产崩盘、信用危机和银行业崩溃中的表现，称他在管理一个庞大的投资组合方面做得“相当不错”。
戴蒙与奥巴马白宫的一些成员保持密切联系，包括前白宫办公厅主任拉姆·伊曼纽尔。戴蒙是三位CEO之一——另外两位是高盛董事长劳埃德·布兰克费恩和花旗集团CEO维克拉姆·潘迪特——据美联社报道，他们与前财政部长蒂莫西·盖特纳有着较为自由的接触。尽管如此，戴蒙经常公开与奥巴马的一些政策意见相左。在2016年英国脱欧公投期间，摩根大通在戴蒙的领导下向“留欧”阵营捐赠了大量资金，戴蒙本人也与英国财政大臣乔治·奥斯本一起反对脱欧。
2016年12月，戴蒙加入了由当时当选总统唐纳德·特朗普组织的商业论坛，为经济问题提供战略和政策建议。该论坛在特朗普就2017年“统一极右翼”集会上的政治暴力言论后解散。在特朗普总统任期内，戴蒙支持了2017年的减税和就业法案，但批评了特朗普政府的移民和贸易政策。
在2019年的《60分钟》采访中，戴蒙表示，尽管承认收入不平等和中美贸易战等问题，美国已经达到了“世界历史上最繁荣的经济”。戴蒙还在致股东的信中批评了特朗普政府应对新冠疫情的方式，并指责美国的教育、医疗和社会保障制度。
在2020年民主党总统初选期间，戴蒙批评缺乏一位“强有力的中间派、支持商业、支持自由企业”的候选人。2018年，戴蒙“考虑过考虑”自己是否竞选总统，但最终认为这将是一个过于不受欢迎的决定。2020年美国总统选举期间，戴蒙发表了一份备忘录，呼吁各候选人尊重民主程序和平稳过渡权力，写道：“尽管本次美国选举充满了强烈的意见和巨大的热情，但每个人都有责任尊重民主进程，并最终接受结果。”戴蒙随后谴责了2021年美国国会大厦遭袭事件。2021年，特朗普抱怨戴蒙“不是爱国者”，因为他的公司在中国的业务。
2023年5月至6月，美国亿万富翁和对冲基金经理比尔·阿克曼鼓励戴蒙竞选2024年美国总统，因阿克曼曾表示有意在未来从事公共职务。戴蒙澄清称，目前没有计划竞选，他很满意自己在摩根大通的领导职位，预计还将继续担任该职位三年半。2023年11月，戴蒙表示，他更倾向于支持妮基·黑利而非唐纳德·特朗普作为2024年美国总统选举的共和党提名人。2024年8月，戴蒙在《华盛顿邮报》上发表了一篇专栏文章，称下任总统必须“恢复我们对美国的信心”。在这篇文章中，他既没有支持特朗普，也没有支持民主党总统候选人卡马拉·哈里斯。然而，2024年10月，《纽约时报》报道称，戴蒙私下支持哈里斯的2024年竞选活动。

## 财富与个人生活

### 亿万富翁
戴蒙是少数几位成为亿万富翁的银行首席执行官之一，主要得益于他在摩根大通的股权。2011财年，他获得了2300万美元的薪酬包，是美国所有银行CEO中最高的。然而，摩根大通在2012年将他的薪酬降低至1150万美元，原因是该公司在一系列争议性的交易损失中损失了60亿美元。2014年1月24日，摩根大通宣布，戴蒙将因其在2013年的工作获得2000万美元薪酬，尽管那一年因丑闻和罚款支付导致了重大损失，但该年公司创造了创纪录的利润和股价。这笔奖励是74%的涨幅，其中包括超过1800万美元的限制性股票。
在2022财年，戴蒙从摩根大通获得了3450万美元的薪酬，2023财年则为3600万美元。

### 管理风格与工作方式
戴蒙随身携带一张纸，上面写着待办事项、需要跟进的事情和需要记住的事项，他会有条不紊地将其一一勾去。
他经常前往客户、监管机构和摩根大通的各个设施，他认为这些行程很重要，因为它们能够促使不断的学习、评估、最佳实践的调整，并提供深刻的见解。
他曾表示，在情景评估时，他采用OODA循环方法。他被形容为在危机情况下仍能保持高度的自律。

### 家庭
1983年，戴蒙与他在哈佛商学院认识的朱迪思·肯特（Judith Kent）结婚。他们有三个女儿：朱莉亚（Julia）、劳拉（Laura）和卡拉·莉（Kara Leigh）。朱莉亚和卡拉就读于杜克大学；劳拉则毕业于巴纳德学院，是一名自由记者，曾在《纽约日报》工作，现在是ABC新闻的制片人。

### 健康
2014年，戴蒙被诊断患有喉癌。他接受了为期八周的放疗和化疗，治疗于2014年9月结束。
2020年3月，63岁的戴蒙进行了“紧急心脏手术”。手术的原因是修复急性主动脉夹层。摩根大通表示，戴蒙手术恢复良好，戈登·史密斯和丹尼尔·平托在他恢复期间暂时接管了银行的管理。2020年4月，宣布戴蒙因应对新冠疫情而以远程方式回归工作。